# Effektiv-Medium-Theorie
Eine Effektiv-Medium-Theorie (englisch effective medium theory, EMT) bezeichnet analytische oder theoretische Modelle zur Beschreibung der makroskopischen Eigenschaften von Mischkörpern. Dabei werden die Eigenschaften dieser, aus einer Mischung unterschiedlicher Substanzen, bestehenden Materialien aus der (gewichteten) Mittlung der jeweiligen Werte der Bestandteile entwickelt. Dies gilt auch wenn auf der Einzelbestandteilsebene die Werte der Materialien variieren und inhomogen sind, was eine genaue Berechnung vieler Bestandteilswerte nahezu unmöglich macht. Die entwickelten EM-Theorien liefern jedoch annehmbare Näherungen, die wiederum nützliche Parameter und Eigenschaften des Verbundmaterials als Ganzes beschreiben.

## Anwendungen
Es gibt viele verschiedene Effektiv-Medium-Theorien, von denen jede unter bestimmten Bedingungen mehr oder weniger genau ist. Die Näherungen können diskrete Modelle sein, wie sie auf Widerstandsnetzwerke angewendet werden, oder Kontinuumstheorien, wie sie auf Elastizität oder Viskosität angewendet werden. Jedoch haben sie alle gemeinsam, dass sie von homogenen makroskopischen System ausgehen und, typisch für alle Mittelungs-Feldtheorien, die Eigenschaften eines mehrphasigen Mediums nahe der Perkolationsschwelle nicht vorhersagen können, da in der Theorie keine Korrelationen über große Entfernungen oder kritische Schwankungen vorliegen.
Die betrachteten Eigenschaften sind üblicherweise die elektrische Leitfähigkeit {\displaystyle \sigma } oder die Dielektrizitätskonstante {\displaystyle \epsilon } des Mediums. Diese Parameter sind aufgrund der breiten Anwendbarkeit der Laplace-Gleichung in den Formeln einer ganzen Reihe von Modellen austauschbar. Die Probleme, die außerhalb dieser Klasse befinden, liegen hauptsächlich im Bereich der Elastizität und Hydrodynamik, da die Konstanten des effektiven Mediums einen Tensorcharakter höherer Ordnung haben.
Die beiden in der Praxis am häufigsten verwendeten Modelle sind die Effektiv-Medium-Näherung (englisch effective medium approximation, EMA) von Bruggeman und die Maxwell-Garnett-Theorie (MGT). Beide basieren auf der Clausius-Mossotti-Beziehung, welche die Verbindung zwischen makroskopischer und mikroskopische Parameter eines Mediums bereitstellt.
Als allgemeinster Ansatz für ein effektives Medium wird die nach Graeme Milton und David J. Bergman benannte Bergman-Milton-Repräsentation angesehen, bei dem die geometrischen Eigenschaften komplexer plasmonischer Verbundwerkstoffe sogar als geometrische Funktionen definiert werden, die über eine Spektral-Dichtefunktionen korreliert sind.

## Effektiv-Medium-Näherung nach Bruggeman
Dirk Anton George Bruggeman entwickelte 1935 Formeln zur Berechnung der dielektrischen, magnetischen und optischen Eigenschaften heterogener Materialien. Ohne Verlust der Allgemeingültigkeit werden wir die Untersuchung der effektiven Leitfähigkeit (für Gleich- oder Wechselstrom) eines Systems betrachten, das aus sphärischen Mehrkomponenteneinschlüssen mit unterschiedlichen beliebigen Leitfähigkeiten besteht. In diesem Fall nimmt die Bruggeman-Formel folgende Formen an.

### Zirkuläre und sphärische Einschlüsse
{\displaystyle \sum _{i}\,\delta _{i}\,{\frac {\sigma _{i}-\sigma _{e}}{\sigma _{i}+(n-1)\sigma _{e}}}\,=\,0\qquad \qquad (1)}
In einem System euklidischer Raumdimension {\displaystyle n} mit einer beliebigen Anzahl von Komponenten wird die Summe über alle Komponenten gebildet. {\displaystyle \delta _{i}} und {\displaystyle \sigma _{i}} sind hierbei jeweils der Anteil und die Leitfähigkeit jeder Komponente, und {\displaystyle \sigma _{e}}ist die effektive Leitfähigkeit des Mediums. (Die Summe über alle {\displaystyle \delta _{i}} ist 1.)

### Elliptische und ellipsoide Einschlüsse
{\displaystyle {\frac {1}{n}}\,\delta \alpha +{\frac {(1-\delta )(\sigma _{m}-\sigma _{e})}{\sigma _{m}+(n-1)\sigma _{e}}}\,=\,0\qquad \qquad (2)}
Dies ist eine Verallgemeinerung von Gleichung (1) zu einem zweiphasigen System mit ellipsoidischen Einschlüssen der Leitfähigkeit {\displaystyle \sigma } in eine Matrix der Leitfähigkeit {\displaystyle \sigma _{m}}. Der Anteil der Einschlüsse ist {\displaystyle \delta } und das System ist {\displaystyle n}-dimensional. Für zufällig orientierte Einschlüsse,
{\displaystyle \alpha \,=\,{\frac {1}{n}}\sum _{j=1}^{n}\,{\frac {\sigma -\sigma _{e}}{\sigma _{e}+L_{j}(\sigma -\sigma _{e})}}\qquad \qquad (3)}
wobei {\displaystyle L_{j}} das geeignete Doble/Tripplett der Depolarisationsfaktoren bezeichnen, das durch die Verhältnisse zwischen der Achse der Ellipse/Ellipsoid bestimmt wird. Zum Beispiel: bei einem Kreis {{\displaystyle L_{1}=1/2}, {\displaystyle L_{2}=1/2}} und bei einer Kugel {{\displaystyle L_{1}=1/3}, {\displaystyle L_{2}=1/3}, {\displaystyle L_{3}=1/3}}. (Die Summe über alle {\displaystyle L_{j}} ist 1.)
Der allgemeinste Fall auf den der Bruggeman-Ansatz angewendet wurde, betrifft bianisotrope ellipsoide Einschlüsse.

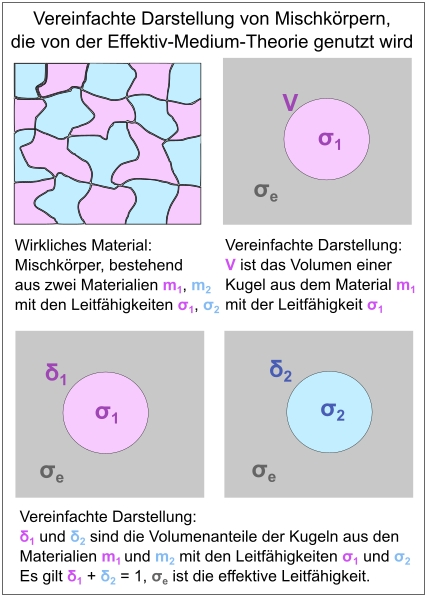
Prinzipskizze zu vereinfachten Betrachtungsweisen in der Effektiv-Medium-Theorie

### Ableitung
Die Abbildung zeigt ein Zweikomponenten-Medium. Man betrachtet das rosa Volumen der Leitfähigkeit {\displaystyle \sigma _{1}} als eine Kugel des Volumens {\displaystyle V} und geht davon aus, dass es in ein einheitliches Medium mit einer effektiven Leitfähigkeit {\displaystyle \sigma _{e}} eingebettet ist. Wenn das elektrische Feld in der Ferne {\displaystyle {\overline {E_{0}}}} ist, dann führen elementare Überlegungen zu einem Dipolmoment, das mit dem Volumen verbunden ist.
{\displaystyle {\overline {p}}\,\propto \,V\,{\frac {\sigma _{1}-\sigma _{e}}{\sigma _{1}+2\sigma _{e}}}\,{\overline {E_{0}}}\qquad \qquad (4)}
Diese Polarisation erzeugt eine Abweichung von {\displaystyle {\overline {E_{0}}}}. Wenn die mittlere Abweichung verschwinden soll, muss die gesamte Polarisation, die über die beiden Einschlusstypen summiert wird, verschwinden. So
{\displaystyle \delta _{1}{\frac {\sigma _{1}-\sigma _{e}}{\sigma _{1}+2\sigma _{e}}}\,+\,\delta _{2}{\frac {\sigma _{2}-\sigma _{e}}{\sigma _{2}+2\sigma _{e}}}\,=\,0\qquad \qquad (5)}
wobei {\displaystyle \delta _{1}} und {\displaystyle \delta _{2}} jeweils der Volumenanteil von Material 1 und 2 sind.
Diese Gleichung kann leicht zu einem System der Dimension {\displaystyle n} erweitert werden, das eine beliebige Anzahl von Komponenten aufweist. Alle Fälle können kombiniert werden, um Gleichung (1) zu erhalten.
Gleichung (1) kann auch dadurch erhalten werden, dass die Stromabweichung verschwinden muss. Es wurde hier aus der Annahme abgeleitet, dass die Einschlüsse kugelförmig sind und für Formen mit anderen Depolarisationsfaktoren modifiziert werden können; was Gleichung (2) führt.

### Modellierung von Perkolationssystemen
Die Hauptannahme der Näherung ist, dass sich alle Domänen in einem äquivalenten mittleren Feld befinden. Leider ist für ein System nahe der Perkolationsschwelle nicht der Fall. Hier wird das System vom größten (fraktalen) Leitergruppe und von weitreichenden  Korrelationen bestimmt werden, die in Bruggemans einfacher Formel jedoch nicht vorhanden sind. Die Schwellenwerte werden im Allgemeinen nicht korrekt vorhergesagt. So ergibt sich aus einem dreidimensionalen Modell 33 %, was weit entfernt von den 16 %, die von der Perkolationstheorie erwartet werden und in Experimenten beobachtet wurden. In zwei Dimensionen ergibt sich jedoch einen Schwellenwert von 50 % und es wurde nachgewiesen, dass dies die Perkolation relativ gut modelliert.

## Maxwell-Garnett-Theorie
In der Maxwell-Garnett-Gleichung, aufgestellt 1904 von James Clerk Maxwell Garnett, besteht das effektive Medium aus einem Matrixmedium und Einschlüssen, sie lautet:
{\displaystyle \left({\frac {\varepsilon _{\mathrm {eff} }-\varepsilon _{m}}{\varepsilon _{\mathrm {eff} }+2\varepsilon _{m}}}\right)=\delta _{i}\left({\frac {\varepsilon _{i}-\varepsilon _{m}}{\varepsilon _{i}+2\varepsilon _{m}}}\right),\qquad \qquad (6)}
wobei {\displaystyle \varepsilon _{\mathrm {eff} }} die effektive Dielektrizitätskonstante des Mediums, {\displaystyle \varepsilon _{i}} der Einschlüsse und {\displaystyle \varepsilon _{m}} der Matrix sind. {\displaystyle \delta _{i}} ist das der Volumenanteil der Einschlüsse.
Die Maxwell-Garnett-Gleichung wird gelöst durch:
{\displaystyle \varepsilon _{\mathrm {eff} }\,=\,\varepsilon _{m}\,{\frac {2\delta _{i}(\varepsilon _{i}-\varepsilon _{m})+\varepsilon _{i}+2\varepsilon _{m}}{2\varepsilon _{m}+\varepsilon _{i}-\delta _{i}(\varepsilon _{i}-\varepsilon _{m})}},\qquad \qquad (7)}
solange der Nenner nicht verschwindet.

### Ableitung
Für die Ableitung der Maxwell-Garnett-Gleichung wird von einer Anordnung polarisierbarer Partikel ausgegangen. Durch die Verwendung des Lorentz-Lokalfeldkonzeptes erhält man die Clausius-Mossotti-Beziehung:
{\displaystyle {\frac {\varepsilon -1}{\varepsilon +2}}={\frac {4\pi }{3}}\sum _{j}N_{j}\alpha _{j}}
wobei {\displaystyle N_{j}}die Anzahl der Partikel pro Volumeneinheit ist.
Durch die Verwendung von elementarer Elektrostatik erhalten wir für einen sphärischen Einschluss mit der Dielektrizitätskonstante {\displaystyle \varepsilon _{i}} und einem Radius {\displaystyle a} eine Polarisierbarkeit {\displaystyle \alpha }:
{\displaystyle \alpha =\left({\frac {\varepsilon _{i}-1}{\varepsilon _{i}+2}}\right)a^{3}}
Wenn {\textstyle \alpha } mit der Clausius-Mosotti-Gleichung kombiniert wird, erhält man:
{\displaystyle \left({\frac {\varepsilon _{\mathrm {eff} }-1}{\varepsilon _{\mathrm {eff} }+2}}\right)=\delta _{i}\left({\frac {\varepsilon _{i}-1}{\varepsilon _{i}+2}}\right)}
Dabei ist {\displaystyle \varepsilon _{\mathrm {eff} }} die effektive Dielektrizitätskonstante des Mediums, {\displaystyle \varepsilon _{i}} die der Einschlüsse. {\displaystyle \delta _{i}}ist der Volumenanteil der Einschlüsse.
Da das Modell von Maxwell und Garnett eine Zusammensetzung aus einem Matrixmedium mit Einschlüssen ist, kann die Gleichung umgeformt werden:
{\displaystyle \left({\frac {\varepsilon _{\mathrm {eff} }-\varepsilon _{m}}{\varepsilon _{\mathrm {eff} }+2\varepsilon _{m}}}\right)=\delta _{i}\left({\frac {\varepsilon _{i}-\varepsilon _{m}}{\varepsilon _{i}+2\varepsilon _{m}}}\right)\qquad \qquad (8)}

### Gültigkeit
Allgemein wird angenommen, dass die Maxwell-Garnett-Näherung bei geringen Volumenanteilen {\displaystyle \delta _{i}} gültig ist, da davon ausgegangen wird, dass die Domänen räumlich getrennt sind und die elektrostatische Wechselwirkung zwischen den ausgewählten Einschlüssen und allen anderen benachbarten Einschlüssen vernachlässigt wird. Im Gegensatz zur Bruggeman-Gleichung, hört die Maxwell-Garnett-Gleichung auf, korrekt zu sein, wenn die Einschlüsse resonant werden. Im Falle der Plasmonresonanz ist die Maxwell-Garnett-Gleichung nur für einen Volumenanteil der Einschlüsse {\displaystyle \delta _{i}<10^{-5}} gültig.

## Widerstandsnetzwerke
Für ein Netzwerk, bestehend aus einer hohen Anzahl zufälliger Widerstände, kann eine genaue Lösung für jedes einzelne Element unpraktisch oder unmöglich sein. In einem solchen Fall kann ein solches Widerstandsnetzwerk als zweidimensionaler Graph betrachtet und der effektive Widerstand in Form von Graphenmaßen und geometrischen Eigenschaften von Netzwerken modelliert werden. Unter der Annahme, dass die Kantenlänge sehr viel kleiner als der Elektrodenabstand und die Kanten gleichmäßig verteilt sind, kann das Potential von einer Elektrode zur anderen als gleichmäßig abfällend angenommen werden. Der Schichtwiderstand des Netzwerks ({\displaystyle R_{sn}}) kann in Bezug auf die Kanten-(Draht-)Anzahl ({\displaystyle N_{E}}), den spezifischen Widerstand ({\displaystyle \rho }), die Breite ({\displaystyle w}) und die Dicke ({\displaystyle t}) der Kanten wie folgt geschrieben werden:
{\displaystyle R_{sn}\,=\,{\frac {\pi }{2}}{\frac {\rho }{w\,t\,{\sqrt {N_{E}}}}}\qquad \qquad (9)}